# 希望社
株式会社希望社（きぼうしゃ）は日本の建設会社。

## 沿革
- 1988年（昭和63年）9月 - 株式会社希望社を設立。
- 1989年（平成元年）7月 - 東京事務所を開設。
- 1993年（平成5年）4月 - 大阪事務所を開設。
- 1994年（平成6年）9月 - 中国大連事務所を開設。
- 1995年（平成7年）9月 - 神戸に建築相談ボランティア「おたすけ小屋」を開設。
- 1997年（平成9年）6月 - 発注代行サービス フランチャイズ事業開始。
- 1998年（平成10年）7月 - 請負型CM（アットリスクCM）開始。
- 1999年（平成11年）7月 - 不動産運用事業を開始。
- 2001年（平成13年）4月 - ウィークリー・マンスリーマンション事業開始。
- 2003年（平成15年）4月 - 福祉介護事業開始。
- 2004年（平成16年）9月 - 「メセナアワード2004」にてメセナ大賞部門「企業理念賞」を受賞。
- 2006年（平成18年）4月 - 新建設業ネットワーク発足。
- 2007年（平成19年）2月 - 日本計画行政学会第11回計画賞「優秀賞」受賞。
  - 6月 - 会長に桑原耕司、社長に小野木章が就任。

## 事業所
- 本社（岐阜県岐阜市）
- 東日本本部（東京支店）（東京都中央区）
- 東海本部（岐阜県岐阜市）
- 西日本本部（大阪支店）（大阪府大阪市淀川区）

## 出演テレビ番組
- 日経スペシャル カンブリア宮殿 「公共事業入札改革の行方」（2006年10月2日、テレビ東京）- 社長の桑原耕司が出演[1]。

## その他
- 2009年（平成21年）11月11日、「談合反対」を掲げる岐阜市の建設会社「希望社」が岐阜市発注の指名競争入札工事の指名を受けられなかったのは違法として市に損害賠償を求めた訴訟で、岐阜市は10日、132万円の支払いを命じた地裁判決を不服として、名古屋高裁に控訴した。[2]
- 2010年（平成22年）1月27日、岐阜県立衛生専門学校の南棟の校舎の耐震補強について指名競争入札が行われ、同社が落札したのだが、この際、工事内訳書の表紙に「（県が示す最低制限価格を下回って）失格とならないために5100万円の入札金額を提示するが、当社は利益を確保したうえで、4200万円で品質に問題のない工事を施工できる。差額の880万円は県財政のために返還したい」と書き込んだことで耳目を集めた。同時期に、桑原耕司会長は「最低制限価格制度」を廃止すべきであるという主張を発表し、建設行政に批判的な同社の立場を改めて明らかにした。[3]